# ضريح ابن بابوية
ضريح ابن بابوية (بالفارسية: آرامگاه ابن بابویه) هو ضريح تاريخي يعود إلى القاجاريون، ويقع في الري.